# Circuit de via
Un circuit de via és un dispositiu elèctric que s'usa per detectar la presència d'un tren o defectes que pugui tenir el carril dins del cantó. La informació que rep el dispositiu s'envia a l'enclavament per transformar-lo en consignes per trens, senyals i altres dispositius de via. Quan tenim un tren dins del circuit de via es diu que hi ha una ocupació en el circuit de via o cantó.

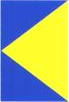
Senyal de canvi de circuit de via

## Funcionament
El principi utilitzat pels circuits de via es tanca un circuit elèctric format pels dos carrils i l'eix del tren. Aquest circuit es controla per un equip elèctric que detecta l'absència del curtcircuit i per tant, l'absencia de tren. Atès que aquest és un aparell de seguretat, es necessita evitar els errors per garantir la seguretat del passatge, per aquest motiu el sistema mostrara una ocupació del circuit de via en cas d'error. En cas que es produeixi un error en el sistema es garanteix la seguretat però perjudica l'operació de la línia ferroviaria. Quan es detecta una ocupació de la via sense presència de tren es diu que hi ha una false ocupació.
La informació dels circuits de via permeten als sistemes de senyalització ferroviaria operar de forma semiautomàtica, mitjançant l'enviament d'informació visual al maquinistes mitjançant els senyals o per consignes al trens mitjançant l'enclavament

### Circuit bàsic

Dibuix esquemàtic de circuit de via desocupat
(Resistència en sèrie al costat de la font d'alimentació no es mostra)

Dibuix esquemàtic del circuit de via ocupat
(Resistència en sèrie al costat de la font d'alimentació no es mostra)

Un circuit de via típicament té una potència aplicada a cada rail i una bobina que s'utilitza com a relé connectats a través d'ells. Quan no hi ha una ocupació en el circuit de via, el relé està excitat pel corrent que flueix des de la font d'alimentació a través dels carrils. Quan hi ha una ocupació del circuit de via per un tren, els seus eixos, ajunten el corrent d'ambdós rails impedint que flueixi corrent pel relé, d'aquesta forma el relé deixa d'estar excitat. Per tant, el relé és l'element que ens permet saber si hi ha o no presència de tren en aquest circuit de via.
Cada circuit detecta una secció definida de la via, com ara un cantó. Aquestes seccions estan separades per unions aïllades, generalment en ambdós carrils. Per evitar que un circuit alimenti un altre circuit per un error de l'aïllament, normalment s'inverteix la polaritat elèctrica de secció a secció. Els circuits treballen amb baixos voltatges (1,5 a 12 V DC) per protegir contra fallades d'alimentació de línia. Els relés i la font d'alimentació estan units a extrems oposats de la secció per detectar trencaments de carrils en una part del circuit de via. Una resistència en sèrie limita el corrent quan el circuit de via està en curtcircuit, d'aquesta forma s'estalvia energia de la font d'alimentació.

### Circuit de via amb corrent de retorn al carril
En alguns sistemes d'electrificació ferroviària, un o dos dels carrils de rodament s'utilitzen per portar el corrent de retorn. Això impedeix l'ús del circuit de la via bàsica en corrent continu perquè els corrents de tracció emmascararien el petits corrents del circuit de via.
Quan tenim traccions de corrent continu no podem utilitzar corrent continu pel circuit de via. Per aquest motí se substitueix el corrent continu per corrent altern a 50 Hz. D'aquesta forma només s'ha d'eliminar el component de corrent continua i quedant-nos amb el component de corrent alterna que serà utilitzat per relé. De la mateixa forma si tenim un sistema elèctric de tracció de corrent alterna no podem utilitzar aquest opció de 50 Hz. En aquest cas el que es va fer és substituir el corrent altern de 50 Hz del circuit de via per un corrent altern amb un freqüència compresa entre els 91 Hz fins al 10 kHz. Els relés estan disposats per detectar la freqüència seleccionada i per ignorar DC i senyals de corrent altern de freqüència de tracció. Un cop més, els principis a prova de fallades determinen que el relé interpreta la presència del senyal de la pista com desocupat, mentre que la manca d'un senyal indica la presència d'un tren. El senyal de CA es pot codificar i locomotores equipades amb pastilles inductius per crear un sistema de senyalització en cabina.
En aquest sistema, els bons d'impedància s'utilitzen per connectar els elements que han d'estar connectats elèctricament per a fins d'electrificació però que han de romandre aïllats per rastrejar freqüències de circuit per al circuit de via per a la funció.
Circuits de corrent altern s'utilitzen de vegades en àrees on les condicions d'introduir corrents paràsites, que interfereixen amb els circuits de via de CC.
En alguns països, AC-DC immunes circuits de via s'utilitzen en les línies electrificades de corrent altern. Un mètode proporciona 5 V CC als carrils, un dels carrils sent la tracció de retorn i l'altra és el senyal de carril. Quan un relé està activat i connectat a la pista, tensió normal és de 5 V CC. Quan hi ha una interrupció en el circuit i no hi ha tren, la tensió s'eleva a 9 V CC que proporciona una mitjà molt útil per trobar errors. Aquest sistema filtra el voltatge induït en els rails de les línies aèries. Aquests circuits de via estan limitats en longitud d'uns 300 metres.

### Circuits de via sense juntes
Actualment, els carrils tenen un soldadura contínua que impedeix separar el circuits de via de forma física mitjançant aïllaments. Aquesta solució té molts beneficis en quasi tots els aspectes del món ferroviari menys pel tema dels circuits de via. L'únic mètode per formar blocs discrets en aquest escenari és utilitzar diferents freqüències d'àudio (AF) en cada secció de circuit de via. Per evitar que el senyal d'àudio d'una secció passi a una secció adjacent, s'apliquen diferents freqüències per a cada circuit de via. D'aquesta forma els relés només reaccionen a la freqüència del seu circuit de via.
En el gràfic de la dreta es pot veure el funcionament d'aquest sistema. A l'inici del circuit de via, s'envia un corrent altern amb la freqüència determinada del circuit de via. Al final del circuit de via es rep el senyal enviat. Entre el final d'un circuit de via i l'inici del següent circuit de via hi ha la zona d'afinitat. En aquesta zona, l'amplitud del senyal elèctric del primer circuit de via es redueix mentre creix l'amplitud del senyal elèctric del segon circuit de via. El punt en què ambdós senyals tenen la mateixa amplitud és on es produeix el canvi de circuit de via.
Els avantatges dels circuits de via sense juntes són:
- Elimina aïllats entre els circuits de via, un component subjecte a una fallada mecànica i al manteniment.
- A les zones electrificades, circuits de via sense juntes requereixen menys enllaços d'impedància que qualsevol altre doble circuit de tracció ferrocarril de via de retorn.

Desavantatges dels circuits de via sense juntes són:
- Restriccions a la col·locació de bons d'impedància, per tant, qualsevol connexió amb fins d'electrificació, en o prop de zones de sintonia, ja que pot alterar les propietats del filtre de la zona d'afinat.
- Els circuits electrònics són més vulnerables als llamps.

### CSEE UM71
CSEE són un altre tipus de circuits de via sense juntes. S'utilitza freqüències de 1700 Hz i 2300HZ per un cirucit de via i freqüències de 2000 Hz i 2600 Hz en l'altre. Per reduir la possibilitat corrents paràsites que provoquen una fallada en la detecció de la freqüència, Les freqüències es modulen entre ± 15 Hz o menys. Diferents taxes de modulació pot ser detectat per l'equip en els trens i utilitzat per l'ATC, sempre que l'extrem del transmissor (Tx) està a la part davantera del tren.
Els TI21 i Westinghouse FS2500 circuits de via sense juntes són similars a la UM71.

### DPU
Un circuit de via sense juntes, com ara el CSEE es pot dividir amb una unitat de recollida de dades (DPU), que és més barat que dividir-lo en dos circuits de via. Un DPU evita la necessitat de canviar la freqüència de tot un seguit de circuits de via en una cascada. La DPU consisteix en una bobina sintonitzada que detecta la presència o absència de corrent al carril adjacent i un relé en conseqüència. L'ús de DPUs és per circuits de temporització. Cada freqüència de circuits de via té el seu propi DPU sintonitzat a aquesta freqüència. DPUs es pot trobar en gairebé qualsevol lloc.

### Circuit de via amb corrent continua codificada
En zones no electrificades, els circuits de via de corrent continua es poden codificar per transmetre informació. Aquest sistema serveix per enviar informació al tren alhora que compleixen amb la finalitat de detectar ocupacions de via, sense necessitat de cablejar la línia per realitzar comunicacions amb el tren.

## Errors i avaries dels circuits de vies

### Eixos
Els eixos dels trens són de d'acer i permeten un bona conducció de l'electricitat entre ambdós rails per poder curtcircuitar el circuit de via. Tot i així, quan més llarg sigui el tren millor conductivitat tindrà i millor detecció d'ocupacions, gràcies a tenir més eixos dins del circuit de via.
En alguns casos, es pot produir que les rodes tinguin enganxades fulles o sorra que impedeixen una bona conductivitat del corrent elèctric per l'eix. Per solucionar aquest problema s'utilitzen els frens de sabata que netegen la vora de la roda o en el cas de frens de disc s'utilitzen pastilles de depuració per neteja la roda de les impures que hagi pogut agafar.

### Relés
Els relés poden rebre sobretensions o descàrregues elèctriques de llamps que podrien provocar que el relé es quedés soldat. Per tal de solucionar aquest problema i reduir el risc de fallada del sistema s'utilitzen contactes de plata i carboni que són més difícils que quedin soldats.

### Falses ocupacions
Un dels errors més habituals del circuits de via és la detecció d'una ocupació del circuit de via sense presència de trens. Els errors més habituals són:
- Trencament del rail o dels cables que connecten el rail amb la font d'alimentació o el circuit de via.
- Fallada de la font d'alimentació, desactivant el relé.
- Baixa conductivitat del rail provocant que el corrent no arribi al relé.

La resta d'errors no tan habituals són:
- El relé queda encallat mecànicament en alguna posició.
- El balast de la via crea un senyal elèctric parasitari degut a corrents elèctriques pròximes al rail.
- Oscil·lacions parasitàries en l'equip que controla els circuits de via.
- Trencament en l'aïllament entre dos circuits de via.

### Carril
Els carrils poden tenir fulles, sorra o òxid que impedeixen una bona conductivitat del corrent elèctric del circuit de via. El problema que generen les fulles i les sorres es pot eliminar amb facilitat realitzant una neteja dels rails o amb el simple pas d'un tren per la zona afectada. L'òxid és més problemàtic d'eliminar-lo de la superfície del carril. En línies ferroviàries amb un ús regular aquest problema és poc probable però en línies que no s'utilitzen regularment l'òxid pot ser un problema pels circuits de via. Les possibles solucions són:
- Aplicar altres elements de detecció de presència de tren en la zona.
- Tires d'acer inoxidable (sovint en forma de ziga zaga) soldades en el carril.
- Comptadors d'eixos.
- Llimant la superfície del rail per eliminar les marques d'òxid i alhora anivellar la superfície d'aquest.

### Problemes transitoris
En trens curts, lleugers i ràpids que passen sobre un tram de pista d'aïllament de dos circuits de via pot produir que per un instant de temps no es detecti la presència del tren produint consignes errònies. Per solucionar aquest problema, es pot retarda uns segons l'alliberament del circuit de la via.

## Transmissió de l'estat del circuit de via
Segons l'estat d'ocupació del circuit via, juntament amb l'estat d'altres elements de circulació pot desencadenar amb un seguit d'accions que normalment es realitzen en un enclavament. Si el circuit de via està connectat a un dispositiu per a l'enviament d'informació d'estat a través d'un enllaç de comunicacions, l'estat es pot visualitzar i emmagatzemar en arxius per a fins d'investigació i anàlisi d'incidents relacionats amb les operacions. Molts dels sistemes de senyalització també tenen gravadores locals d'esdeveniments per l'estat del circuit de via.